# Siegfried Jost Casper
Siegfried Jost Casper (n. 1929) fue un biólogo alemán especializado en limnología y en el género Pinguicula. Junto con Heinz-Dieter Krausch ha publicado un texto básico sobre la flora de agua dulce de Europa central.
Por muchos años, estudió el lago oriental germano Stechlinsee, así como al río Saale. En 1966 publicó una monografía del género Pinguicula, obra aún valiosa y en uso.
Describió al menos 28 especies nuevas para la ciencia, muchas recientemente como Pinguicula lippoldii y Pinguicula toldensis en 2007. Fue director del jardín botánico de la Universidad de Jena y desde 1990 ha sido miembro de la "Akademie Gemeinnütziger Wissenschaften" de Erfurt.

## Algunas publicaciones
- 1997. Glanz und Elend der algologischen Systematik am Beispiel von Chlorokybus atmophyticus Geitler- unzeitgemäße Betrachtungen: In Memoriam Alfred Rieth (22.11.1911-27.03.1997). 15 pp.

- 1996. Herbarium Haussknecht: Weimar 1896- Jena 1996, Geschichte und Gegenwart:[Festgabe; anlässlich des Symposiums über Botanische Systematik und Pflanzengeographie in Jena 9.- 12. Oktober 1996]. Vol. 8 de Haussknechtia / Beiheft. Ed. Thüringische Botanische Ges. 48 pp.

- 1985. Lake Stechlin: A Temperate Oligotrophic Lake. Monographiae biologicae 58. Ed. Junk, 553 pp. ISBN 9061938813

- 1981. Pteridophyta und Anthophyta: Saururaceae bis Asteraceae. Parte 2 vol. 24 de Süsswasserflora von Mitteleuropa. Ed. Fischer, 533 pp.

- 1969. Flora Iranica: Lentibulariaceae. Vol. 58. Ed. Akad. Druck- und Verlag-Anst. 3 pp. ISBN 3201007285

- 1966. Monographie der Gattung Pinguicula L. Bibliotheca Botanica, pp. 127/128, Stuttgart

- 1964. Allgemeiner Teil. Parte 1 de Monographie der Gattung Pinguicula L. 254 pp.
- La abreviatura «Casper» se emplea para indicar a Siegfried Jost Casper como autoridad en la descripción y clasificación científica de los vegetales.[2]